# Ronshausen
Ronshausen – miejscowość i gmina uzdrowiskowa w Niemczech, w kraju związkowym Hesja, w rejencji Kassel, w powiecie Hersfeld-Rotenburg.

## Współpraca
Miejscowości partnerskie:
- Frauensee, Turyngia
- Genas, Francja